# Халед, Назим
Назим (фр. Nazim; наст. имя: Назим Халед, фр. Nazim Khaled; род. 3 сентября 1986 года в Марселе) — французский композитор, продюсер, исполнитель. Написал песню «Requiem» для представительницы Франции Альмы на конкурсе «Евровидение» 2017 года в Киеве и песню «J’ai cherché» для Амира, представителя франции на конкурсе Евровидение-2016 в Стокгольме.

## Биография
Халед родился в Марселе, француз алжирского происхождения. Обучался в консерватории Сент-Этьен. Под именем Назим начал сотрудничество с лейблом Mercury Records в 2011 году.
Пишет песни для себя и других исполнителей: Альмы, Амира, Кенджи Жирака, Присциллы, Шимены Бади, Флорана Паньи, Клаудио Капео, рэпер Кеммлер и другие.
В 2024 году запустил проект #366, где каждый день создает, продюсирует и исполняет одну новую песню в течение года, который номинирован на достижение в книгу рекордов Гиннеса.